# Magnolia mannii
Magnolia mannii là một loài thực vật có hoa trong họ Magnoliaceae. Loài này được (King) Figlar mô tả khoa học đầu tiên năm 2000.